# Anaysi Hernández
Anaysi Hernández Sarria (Cienfuegos, 30 augustus 1981) is een Cubaans judoka, die haar vaderland tweemaal op rij vertegenwoordigde bij de Olympische Spelen: in 2004 (Athene) en 2008 (Peking). Bij haar laatste olympische optreden won ze een zilveren medaille in de klasse tot 70 kilogram. In de finale werd ze verslagen door de Japanse titelverdedigster Masae Ueno.

## Erelijst

### Olympische Spelen
- 2008 – Peking, China (– 70 kg)

### Wereldkampioenschappen
- 2001 – München, Duitsland (– 63 kg)

### Pan-Amerikaanse kampioenschappen
- 2001 – Córdoba, Argentinië  (– 63 kg)
- 2002 – Santo Domingo, Dominicaanse Republiek (– 63 kg)
- 2004 – Isla Margarita, Venezuela (– 70 kg)